# بروکلین رایدر

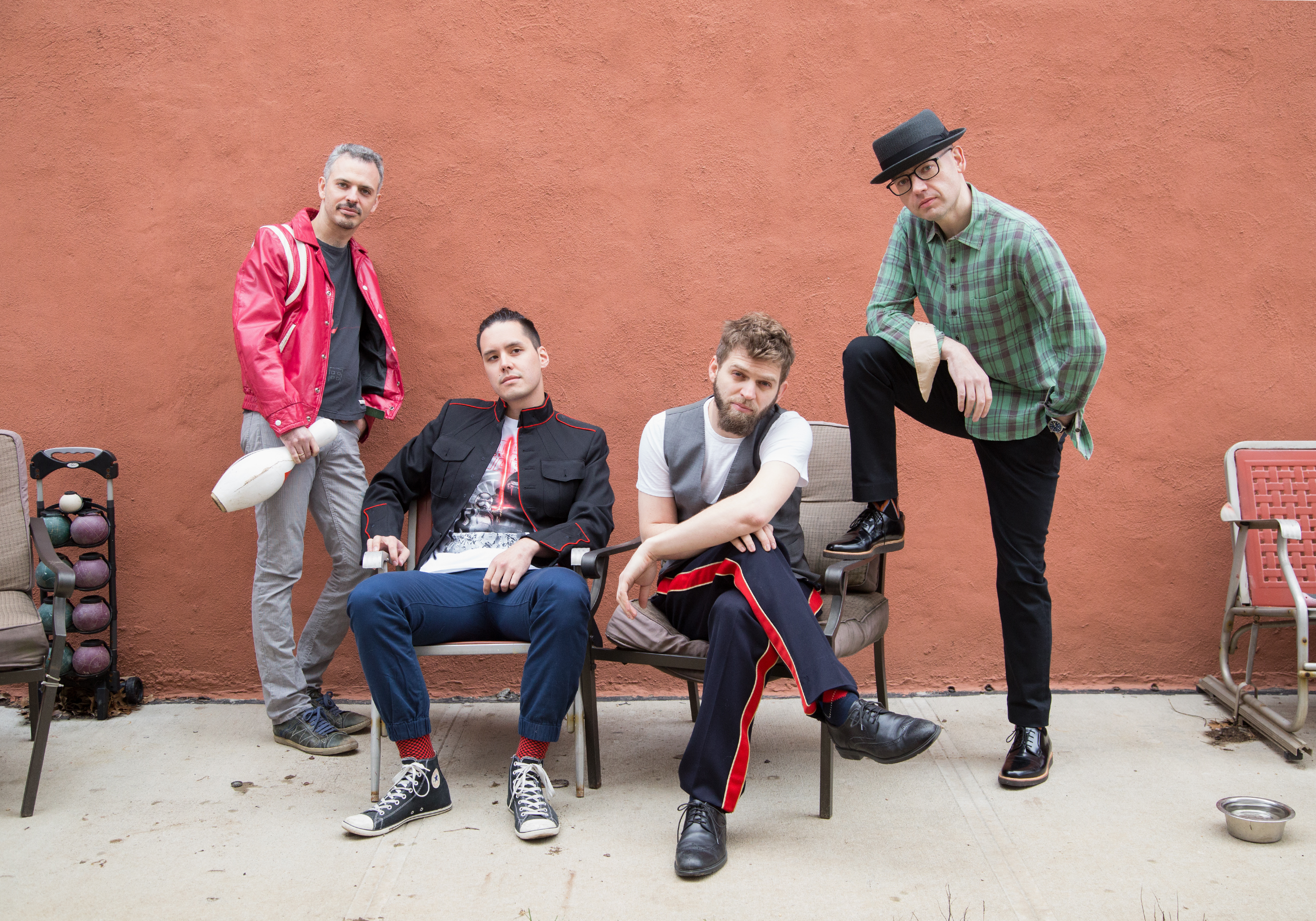
کوارتت زهیِ بروکلین رایدر

بروکلین رایدر (به انگلیسی: Brooklyn Rider) کوارتت زهی آمریکایی مقیم شهر بروکلین در ایالت نیویورک است. اعضای آن عبارت‌اند از: جانی گَنْدِلْزمَن و کالین جِیکوبسِن (ویولنیست)، نیکلاس کوردز (نوازندهٔ ویولا)، و مایکل نیکلاس (نوازندهٔ ویولنسل).
کوارتت بروکلین رایدر در آلبوم شهر خاموش و آلبوم لایه‌های تاریکی(با همراهی اریک جاکوبسون نوازنده‌ ویولنسل) با کیهان کلهر همکاری داشته‌است.